# MAZE☆爆熱時空
《MAZE☆爆熱時空》（日语：MAZE☆爆熱時空）是日本作家赤堀悟的輕小說系列作品，插圖是菅沼榮治。在The Sneaker刊載、由角川書店發售。後來改編成OVA、電視動畫、劇場動畫、漫畫等作品。

## 故事
斑鳩萌衣（梅茲）從睡夢清醒發現自己和房子一起落到了異世界的森林中，房子正巧壓死追捕蜜露的獸人。梅兹與蜜露便一起同行但蜜露卻又遭到一群人的追殺，在危機時刻梅兹解救蜜露後，敵人便乘坐魔甲機，蜜露則召喚聖甲機後兩人一起乘坐來應戰，但到了夜晚萌衣卻變身成男性後消滅敵人，之後萌衣和蜜露正式展開在異世界的冒險旅程。

## 角色
斑鳩萌衣（聲：三石琴乃（日本）；黃麗芳（香港））
本作女主角。女梅茲（女メイズ）。
斑鳩明（聲：關智一（日本）；郭志權（香港））
本作男主角。男梅茲（男メイズ），萌衣的哥哥。
蜜露（ミル・ヴァルナ　聲：丹下櫻（日本）；陸惠玲（香港））
大バートニアン帝國的公主和第一順位的繼承者。
阿丹羅．里克（アスタロート・レゲェ 聲：石塚運昇（日本）；張炳強（香港））
專門狩獵魔甲機的魔甲獵人（デミハンター），使用大劍作為武器。
蘇依特・斯科尼芝（ソリュード・スフォルツァ 聲：折笠爱（日本）；盧素娟（香港））
專門狩獵魔甲機的魔甲獵人，阿丹羅的同伴。
沙麗斯・麗迪雅（サリス・レイピア 聲：小林優子（日本）；袁淑珍（香港））
過去是ビスタル王國的王宮親衛隊長。
拉迪（ランディ 聲：西村千奈美（日本）；梁少霞（香港））
尋找5色水晶的妖精。OVA的原創角色。
高洛德（ドルナード・ウル 聲：佐藤正治（日本）；黎偉明（香港））

薛夫（シック 聲：森川智之（日本）；何國星（香港））

科刹斯（ゴージャス 聲：置鮎龍太郎（日本）；林保全（香港））
ジャイナ聖教團的幹部。
贊比路（サーベル 聲：子安武人（日本）；蘇強文（香港））

酄馬殊（ファーマウント 聲：三木眞一郎（日本）；林國雄（香港））
神聖王國パルアニア的國王。
南知己（ランチキ 聲：今井由香（日本）；鄭麗麗（香港））

利力克（ヨ・リキ 聲：冬馬由美（日本）；林丹鳳（香港））
酄馬殊國王的軍師。
冬申（ドーシン 聲：鈴木泰明（日本）；盧國權（香港））
酄馬殊國王的部下。

## 出版書籍
| 角川Sneaker文庫 | 角川Sneaker文庫 | 角川Sneaker文庫 | 角川Sneaker文庫     |
| 卷數            | 標題            | 發售日期        | ISBN                |
| --------------- | --------------- | --------------- | ------------------- |
| 1               |                 | 1993年3月       | ISBN 978-4044127053 |
| 2               |                 | 1993年11月      | ISBN 978-4044127077 |
| 3               |                 | 1994年8月       | ISBN 978-4044127091 |
| 4               |                 | 1995年9月       | ISBN 978-4044127114 |
| 5               |                 | 1996年2月       | ISBN 978-4044127183 |
| 6               |                 | 1996年8月       | ISBN 978-4044127206 |
| 7               |                 | 1997年4月       | ISBN 978-4044127220 |
| 8               |                 | 1997年9月       | ISBN 978-4044127237 |
| 9               |                 | 1998年3月       | ISBN 978-4044127251 |
| 外傳1           |                 | 1994年11月      | ISBN 978-4044127107 |
| 外傳2           |                 | 1995年12月      | ISBN 978-4044127169 |
|                 |                 | 1996年10月      | ISBN 978-4044127213 |
|                 |                 | 1998年1月       | ISBN 978-4044127244 |

| 角川mini文庫 | 角川mini文庫 | 角川mini文庫        |
| 標題         | 發售日期     | ISBN                |
| ------------ | ------------ | ------------------- |
|              | 1997年4月    | ISBN 978-4047001459 |

## OVA
OVA版是在1996年7月24日開始發售共有兩話，OVA是原創劇情，原創角色妖精和在此作登場。

### 主題歌
- ED：

作詞：梶原茂人 作曲/編曲：山中紀昌 歌：本田義博

### 發售日
| 話數 | 標題 | 發售日        |
| ---- | ---- | ------------- |
| 前篇 |      | 1996年7月24日 |
| 後篇 |      | 1996年9月21日 |

### 工作人員
- 企劃：田宮武、小松茂明、阿部倫久
- 原作：赤堀悟
- 原作插畫/角色原案： 菅沼榮治
- 劇本：野呂昌史（前篇）、長谷川勝己（後篇）
- 角色設計：後藤正行
- 角色作畫監督：青野厚司
- 分鏡：白旗伸朗
- 美術監督：加藤浩（前篇）、吉原俊一郎（後篇）
- 撮影監督：大瀧勝之
- 編集：正木直幸
- 音響監督：三間雅文
- 音樂：山中紀昌
- 製作人：池田憲章、尾留川宏之、川崎とも子
- 監督：鈴木行
- 動畫製作：J.C.STAFF
- 製作：日本Vivtor、角川書店、J.C.STAFF

## 電視動畫
1997年4月2日到9月24日由東京電視台播放，播放時間是星期三25時15分–25時45分，共25話。第26話是錄影帶全套購買特典。臺灣由民視、超視、八大綜合台播放。在節目開頭蜜露的台詞在電視播放版因為是在深夜時段播放所以是「起來了（起きろー）」，在發售的LD版和VHS版則改成「開始了（始まるよー）」。

### 主題歌
- OP：

作詞：デーモン小暮 作曲：エース清水 編曲：聖飢魔II、松崎雄一 歌：聖飢魔II
- 1~12話ED：JUNK BOY

作詞：薫理 作曲：ARG 編曲：2LUV 歌：KAORI 2 LUV
- 13~24話ED：

作詞：真間綾 作曲・編曲：山本姫子 歌：さとう珠緒
- 25話ED：

作詞：梶原茂人 作曲/編曲：山中紀昌 歌：本田義博

### 各話列表
| 話數 | 播放日期      | 標題 | 劇本           | 分鏡           | 演出              | 作畫監督          |
| ---- | ------------- | ---- | -------------- | -------------- | ----------------- | ----------------- |
| 1    | 1997年4月2日  |      | 長谷川勝己     | 鈴木行         | 箕ノ口克己        | 名和宗則          |
| 2    | 1997年4月9日  |      | 長谷川勝己     | 鈴木行         | 今泉賢一          | 今泉賢一          |
| 3    | 1997年4月16日 |      | 長谷川勝己     | 箕ノ口克己     | 井硲清高          | 清水博明          |
| 4    | 1997年4月23日 |      | 長谷川勝己     | 須藤典彦       | 北川正人          | 戸田真一          |
| 5    | 1997年4月30日 |      | 山田靖智       | 越智浩仁       | 越智浩仁          | 大河原晴男        |
| 6    | 1997年5月7日  |      | 山田靖智       | 又野弘道       | 又野弘道          | 中山由美          |
| 7    | 1997年5月14日 |      | 植竹須美男     | 鈴木胡擯       | 今泉賢一          | 今泉賢一          |
| 8    | 1997年5月21日 |      | 植竹須美男     | 山口武志       | 山口武志          | 増谷三郎          |
| 9    | 1997年5月28日 |      | 植竹須美男     | 香川豊         | 花井信也          | 戸田真一          |
| 10   | 1997年6月11日 |      | 山田靖智       | 越智浩仁       | 越智浩仁          | 大河原晴男        |
| 11   | 1997年6月18日 |      | 玉井豪         | 井硲清高       | 井硲清高          | 清水博明          |
| 12   | 1997年6月25日 |      | 玉井豪         | 箕ノ口克己     | まついひとゆき    | 中山由美          |
| 13   | 1997年7月2日  |      | 植竹須美男     | 山口武志       | 山口美浩          | 名和宗則 中山由美 |
| 14   | 1997年7月9日  |      | 植竹須美男     | 高田淳         | 今泉賢一          | 今泉賢一          |
| 15   | 1997年7月16日 |      | 長谷川勝己     | 橋本光夫       | ゑびす弥生        | 大河原晴男        |
| 16   | 1997年7月23日 |      | 山田靖智       | 井硲清高       | 井硲清高          | 杉本功            |
| 17   | 1997年7月30日 |      | 山田靖智       | 芦沢剛史       | 北川正人          | 戸田真一          |
| 18   | 1997年8月6日  |      | 山田靖智       | もりかわしげる | 西本由紀夫        | 名和宗則          |
| 19   | 1997年8月13日 |      | 長谷川勝己     | 小林哲也       | 小林哲也          | 中山由美          |
| 20   | 1997年8月20日 |      | 長谷川勝己     | 都留稔幸       | 矢崎しげる        | 大河原晴男        |
| 21   | 1997年8月27日 |      | 山田靖智       | 高柳滋仁       | 今泉賢一          | 日向正樹          |
| 22   | 1997年9月3日  |      | 植竹須美男     | 井硲清高       | 井硲清高          | 杉本功            |
| 23   | 1997年9月10日 |      | 植竹須美男     | 木崎文智       | 木崎文智 富岡隆司 | 中山由美          |
| 24   | 1997年9月17日 |      | 長谷川勝己     | やまざきたかし | 又野弘道 岡本英樹 | 日向正樹          |
| 25   | 1997年9月24日 |      | 長谷川勝己     | まついひとゆき | 石川かつみ        | 髭剃男            |
| 26   | 未播放        |      | あかほりさとる | 鈴木行         | 鈴木行            | 杉本功            |

### 工作人員
- 原作：赤堀悟
- 原作插畫/角色原案：菅沼榮治
- 系列構成：長谷川勝己
- 角色設計：後藤正行
- 美術監督：吉原俊一郎
- 撮影監督：小西一廣
- 編集：西出榮子
- 音響監督：三間雅文
- 音樂：山中紀昌
- 音樂監督：山口博臣（BMG JAPAN）
- 音樂協助：東京電視音樂
- 製作人：尾留川宏之、池田憲章、梅原勝
- 監督：鈴木行
- 動畫製作：J.C.STAFF
- 製作：日本Victor、角川書店、J.C.STAFF

### 播放電視台
| 翡翠台 星期五 01:15－02:35 6月30日、7月1日 01:10－02:05      | 翡翠台 星期五 01:15－02:35 6月30日、7月1日 01:10－02:05            | 翡翠台 星期五 01:15－02:35 6月30日、7月1日 01:10－02:05 |
| ------------------------------------------------------------ | ------------------------------------------------------------------ | ------------------------------------------------------- |
|                                                              | 爆熱時空 （2000年5月12日－7月1日）                                 |                                                         |
| 熱鬥小馬（01:15－02:10） （1999年10月8日－2000年5月5日）     | 扭計小霸王 （01:35－02:00）（星期二至日） （2000年7月4日－9月1日） |                                                         |
| 翡翠台 星期二 02:05－02:35、星期三至六 03:05－03:35          |                                                                    |                                                         |
| 名偵探柯南 重播，海外版第23－44集 （2000年6月27日－7月26日） | 爆熱時空 重播 （2000年7月27日－8月30日）                           | —                                                       |

## 劇場動畫
《MAZE☆爆熱時空 天變威脅的大巨人》（MAZE☆爆熱時空 天変脅威の大巨人）在1998年4月25日於日本上映，但是在上映之後直到現在還不曾發行過影碟，因此實際上已經是佚失影片。

### 主題歌
- 主題歌：BIG FIGHT!

作詞：渡邊なつみ 作曲/編曲：山中紀昌 歌：關智一
- 挿入歌：

作詞：鈴木行 作曲/編曲：山中紀昌 歌：久川綾（ヤン・デル）

### 工作人員
- 企畫：田宮武[7]
- 原作/脚本：赤堀悟
- 角色設計/原作插畫：菅沼榮治
- 演出：白旗伸朗
- 總作畫監督：青野厚司
- 作畫監督：菊地聰延
- 美術監督：吉原俊一郎
- 撮影監督：大瀧勝之
- 音響監督：三園雅文
- 音樂：山中紀昌
- 製作人：阿部倫久、松倉友二
- 監督：鈴木行
- 動畫製作：J.C.STAFF
- 製作：『MAZE☆爆熱時空』製作委員会、角川書店、日本Victor、J.C.STAFF
- 配給：東映

## 漫畫
- 超世奇譚MAZE★爆熱時空 1~6

原作：赤堀悟　作畫：臣士零
1995年10月到1999年12月在月刊コミックドラゴン連載，臺灣由東立出版社代理發售。
- MAZE☆爆熱時空 聖甲機伝説 1[9]

原作：赤堀悟　作畫：菅沼榮治　發售日：1996年12月19日　ISBN 9784048527255
在角川書店的コミックニュータイプ連載。

## 廣播
- MAZE☆爆熱アワー

1996年4月11日在TBS廣播的廣播節目ファンタジーワールド中開始播放，由丹下櫻和關智一主持。

## 相關商品
CD
- MAZE☆爆熱時空 お楽しみサウンドコレクション
- MAZE☆爆熱時空 お楽しみソングコレクション
- MAZE☆爆熱時空 オリジナル・サウンドトラック
- MAZE☆爆熱時空 オリジナル・サウンドトラック2
- MAZE☆爆熱時空 パルアニア・サウンドコレクション
- MAZE☆爆熱時空 天変脅威の大巨人 オリジナル・サウンドトラック

廣播劇
- MAZE☆爆熱時空 アニメV全員サービスのカセットテープ版

書籍
- MAZE☆爆熱時空RPG

出版社：富士見書房　出版日：1997年5月　ISBN 978-4829143346

## 外部連結
- J.C.STAFF （页面存档备份，存于）（日語）